# Judaizantes
Judaizantes são pessoas que, não sendo geneticamente israelitas, nem tendo passado por uma conversão formal ao judaísmo, seguem partes da religião e tradição judaicas, sem reconhecimento pelas comunidades israelitas.

## Judaizantes no Cristianismo
O termo foi usado no Novo Testamento para referir aos cristãos hebreus que requeriam que os cristãos gentios seguissem leis mosaicas.
O Cristianismo desde Paulo, o Concílio de Jerusalém e os escritos do Novo Testamento condenam que imposições judaizantes sejam praticadas por gentios e que gentios vivam como judeus. Ainda no século IV em oito homílias Adversus Judaeos (Contra os Judeus), João Crisóstomo (347 - 407) prega contra essa doutrina.
Há diversas doutrinas e práticas herdadas do judaísmo em diversas denominações cristãs sem revindicar filiações contemporâneas ao judaísmo. Visto a adesão dos israelitas da Diáspora ao cristianismo primitivo, várias tradições judaicas foram preservadas no Cristianismo oriental. Há a Anáfora de Addai e Mari da Igreja do Oriente com paralelos com as celebrações da páscoa judaica. São diversos costumes alimentares, festividades, guarda as escrituras em arcas, circuncisão, celebrações do sábado preservados entre cristãos ortodoxos etíopes, coptas, siríacos e Mar Thoma. Contudo, tais práticas não são vistas como necessárias à salvação como cristãos.
No século XX, após o Holocausto e a fundação do Estado de Israel, surgiu um movimento principalmente entre evangélicos, de identificação com "raízes judaicas", rejeitando supostas influências "helenísticas" no cristianismo.

## Fenômeno neo-israelita
A antiguidade e a mística do judaísmo atrai muita gente. São vários grupos em todos os continentes que observam práticas judaizantes. Normalmente clamam uma descendência judaica obscura e impossível de confirmar.
Alguns casos são notórios:
- Israelismo Britânico no Reino Unido, que dizem ser descendentes das tribos perdidas de Israel e que a família real britânica é descendente de David.
- Judíos Índios do México, que clamam serem descendentes de Luis de Carvajal.[5]
- Israelitas negros grupos de afro-norte-americanos, que se dizem descendentes dos antigos israelitas.
- Rastafari  grupos caribenhos que se dizem descendentes dos antigos israelitas.
- Novos Marranos no Brasil e em toda a América Latina que clamam descendência marrana e tentam provar por genealogias, sobrenomes e clamando ter costumes judaicos.[6] No entanto, na maior parte dos casos os costumes argumentados são de judeus ashkenazis, da Europa oriental e não dos judeus sefarditas da Ibéria.[7]
- Movimento das Raízes Hebraicas grupos gentios de origem protestante que incorporam estética, rituais, festivais e linguajar judaicos (e mesmo não historicamente judaicos, como o caso das "danças davídicas") no cotidiano e em seus cultos.[8]
- Movimento do Nome Sagrado vários grupos de origem adventistas surgidos nos Estados Unidos na década de 1930 que incorporam diversos elementos judaicos em suas práticas, unidos pela reverência e tabu do uso do tetragrama YHWH(Yahweh) para se referirem a Deus.[9]

## As sete Leis de Noé
O judaísmo rabínico diz que 613 leis existem como regra para judeus, e os preceitos morais das chamadas as sete Leis de Noé como regra para toda a humanidade.